# Lights (bài hát của BTS)
"Lights" là một bài hát của nhóm nhạc nam Hàn Quốc BTS trong album phòng thu tiếng Nhật thứ tư của nhóm, Map of the Soul: 7 ~ The Journey ~ (2020). Bài hát được phát hành dưới dạng đĩa đơn A-side với phiên bản tiếng Nhật của "Boy with Luv" vào ngày 3 tháng 7, 2019, thông qua Universal Music Japan. Đây là đĩa đơn tiếng Nhật đầu tiên của nhóm sau 2 năm kể từ "Crystal Snow" (2017). Bài hát được viết bởi Sunny Boy, Yohei và UTA, với việc sản xuất được thực hiện bởi UTA. Về mặt âm nhạc, đây là một bản nhạc electropop ballad sôi động theo phong cách nhạc dance, có bassline, chord progression và piano. Như một bài hát nâng cao tinh thần, lời bài hát mô tả BTS và người nghe như ánh sáng của nhau.
Sau khi phát hành, bài hát đã nhận được đánh giá chung tích cực từ các nhà phê bình âm nhạc, những người ca ngợi nội dung trữ tình và giọng hát của nhóm. "Lights" thành công về mặt thương mại ở Nhật Bản, ra mắt ở vị trí số 1 trên Oricon Singles Chart, bán được 637.000 bản trong tuần đầu tiên. Bài hát cũng đạt vị trí số 1 trên bảng xếp hạng Billboard Japan Hot 100 và World Digital Song Sales của Hoa Kỳ. Đây là đĩa đơn bán chạy thứ sáu trong năm 2019 tại Nhật Bản và đã nhận được chứng nhận Triệu từ Hiệp hội Công nghiệp Ghi âm Nhật Bản (RIAJ) chỉ 1 tháng sau khi phát hành, BTS trở thành nam nghệ sĩ nước ngoài đầu tiên đạt được điều này. Album đĩa đơn sau đó đã được trao giải là một trong năm đĩa đơn hàng đầu của năm tại Japan Gold Disc Awards năm 2020.
Một video âm nhạc đi kèm đã được tải lên YouTube vào ngày 2 tháng 7 năm 2019 và mô tả nhóm đang tương tác với nhau trong rạp chiếu phim. Bài hát là đĩa đơn tiếng Nhật đầu tiên của BTS sau 4 năm có video âm nhạc kể từ "For You" (2015). Nhóm đã biểu diễn trực tiếp "Lights" như một phần của buổi hòa nhạc gặp gỡ người hâm mộ Nhật Bản thứ năm của nhóm tại Chiba và Osaka vào năm 2019.

## Bối cảnh
Sau khi phát hành mini album thứ sáu Map of the Soul: Persona của nhóm vào tháng 4 năm 2019, BTS thông báo rằng đĩa đơn tiêng Nhật thứ mười "Lights" sẽ được phát hành cùng với các phiên bản tiếng Nhật của những bài hát tiếng Hàn đã phát hành trước đó như "Idol" (2018) và "Boy with Luv" (2019). Kỷ lục này đánh dấu đĩa đơn tiếng Nhật đầu tiên của BTS sau 2 năm kể từ "Crystal Snow" (2017). Đây cũng là đĩa đơn tiếng Nhật đầu tiên của nhóm sau 4 năm có video âm nhạc, sau "For You" (2015). "Lights" được viết bởi Sunny Boy, Yohei và nhà sản xuất UTA của bài hát. Bài hát được mix bởi D.O.I, người cũng là nhân viên phòng thu.
"Lights" là một bản nhạc electropop ballad sôi động theo phong cách nhạc dance, có bassline và piano. Bản nhạc được phối khí thêm bằng guitar và synthesizer. Về ký hiệu âm nhạc, bài hát được sáng tác trong thang nhạc Fa trưởng với 99 nhịp mỗi phút và dài 4:52 phút. Về mặt ca từ, bài hát mang tính "thăng hoa" và đề cập đến các chủ đề về tình yêu và sự chấp nhận bản thân. Trong "Lights", BTS coi bản thân và người nghe như ánh sáng của nhau, đồng thời hát về cách động viên nhau đối mặt với khó khăn một cách tích cực.

## Danh sách bài hát
| CD và tải kỹ thuật số | CD và tải kỹ thuật số | CD và tải kỹ thuật số                                                                        | CD và tải kỹ thuật số | CD và tải kỹ thuật số |
| STT                   | Nhan đề               | Phổ lời                                                                                      | Phổ nhạc              | Thời lượng            |
| --------------------- | --------------------- | -------------------------------------------------------------------------------------------- | --------------------- | --------------------- |
| 1.                    | "Lights"              | Sunny Boy UTA Yohei                                                                          | UTA                   | 4:53                  |
| 2.                    | "Boy with Luv"        | Pdogg RM Michel "Lindgren" Schulz "Hitman" Bang Suga Emily Weisband J-Hope Ashley Frangipane | Pdogg                 | 3:51                  |
| 3.                    | "Idol"                | "Hitman" Bang Roman Campolo Pdogg RM Supreme Boi Ali Tamposi                                 | Pdogg                 | 3:42                  |
| Tổng thời lượng:      | Tổng thời lượng:      | Tổng thời lượng:                                                                             | Tổng thời lượng:      | 12:26                 |

| Phiên bản giới hạn A (CD + DVD) | Phiên bản giới hạn A (CD + DVD) | Phiên bản giới hạn A (CD + DVD) |
| STT                             | Nhan đề                         | Thời lượng                      |
| ------------------------------- | ------------------------------- | ------------------------------- |
| 1.                              | "Lights"                        | 4:53                            |
| 2.                              | "Boy with Luv"                  | 3:51                            |
| 3.                              | "Idol"                          | 3:42                            |
| 4.                              | "Lights" (video âm nhạc)        |                                 |
| 5.                              | "Idol" (video âm nhạc)          |                                 |

| Phiên bản giới hạn B (CD + DVD) | Phiên bản giới hạn B (CD + DVD)     | Phiên bản giới hạn B (CD + DVD) |
| STT                             | Nhan đề                             | Thời lượng                      |
| ------------------------------- | ----------------------------------- | ------------------------------- |
| 1.                              | "Lights"                            | 4:53                            |
| 2.                              | "Boy with Luv"                      | 3:51                            |
| 3.                              | "Idol"                              | 3:42                            |
| 4.                              | "Lights" (hậu trường video âm nhạc) |                                 |
| 5.                              | "Lights" (hậu trường chụp ảnh)      |                                 |

| Phiên bản giới hạn C (CD + Booklet) | Phiên bản giới hạn C (CD + Booklet) | Phiên bản giới hạn C (CD + Booklet) |
| STT                                 | Nhan đề                             | Thời lượng                          |
| ----------------------------------- | ----------------------------------- | ----------------------------------- |
| 1.                                  | "Lights"                            | 4:53                                |
| 2.                                  | "Boy with Luv"                      | 3:51                                |
| 3.                                  | "Idol"                              | 3:42                                |

## Bảng xếp hạng
| Bảng xếp hạng (2019)               | Vị trí cao nhất |
| ---------------------------------- | --------------- |
| Croatia International Albums (HDU) | 3               |
| Hungary (Single Top 40)            | 18              |
| Japan Hot 100 (Billboard)          | 1               |
| Nhật Bản (Oricon)                  | 1               |
| New Zealand Hot Singles (RMNZ)     | 10              |
| Scotland (OCC)                     | 73              |
| Anh Quốc Download (OCC)            | 80              |
| US World Digital Songs (Billboard) | 1               |

| Bảng xếp hạng (2019)      | Vị trí cao nhất |
| ------------------------- | --------------- |
| Japan (Oricon)            | 6               |
| Japan Hot 100 (Billboard) | 18              |

## Chứng nhận
| Quốc gia | Chứng nhận   | Số đơn vị/doanh số chứng nhận |
| --- | ------------ | ----------------------------- |
| Nhật Bản (RIAJ) | Triệu        | 0^                            |
| Ba Lan (ZPAV) | 2× Kim cương | 500.000‡                      |
| Lượt phát trực tuyến |              |                               |
| Nhật Bản (RIAJ) | Vàng         | 50.000.000                    |
| ^ Chứng nhận dựa theo doanh số nhập hàng. · ‡ Chứng nhận dựa theo doanh số tiêu thụ và phát trực tuyến. · Chứng nhận dựa theo doanh số phát trực tuyến. |              |                               |

## Lịch sử phát hành
| Quốc gia | Ngày            | Định dạng                       | Phiên bản              | Hãng đĩa              | Nguồn  |
| -------- | --------------- | ------------------------------- | ---------------------- | --------------------- | ------ |
| Toàn cầu | 3 tháng 7, 2019 | Tải kỹ thuật số phát trực tuyến | Phiên bản thông thường | Universal Music Japan | [ 8 ]  |
| Nhật Bản | 5 tháng 7, 2019 | CD đĩa đơn                      | Phiên bản thông thường | Universal Music Japan | [ 26 ] |
| Nhật Bản | 5 tháng 7, 2019 | CD + DVD                        | Phiên bản giới hạn A   | Universal Music Japan | [ 27 ] |
| Nhật Bản | 5 tháng 7, 2019 | CD + DVD                        | Phiên bản giới hạn B   | Universal Music Japan | [ 28 ] |
| Nhật Bản | 5 tháng 7, 2019 | CD + Booklet                    | Phiên bản giới hạn C   | Universal Music Japan | [ 29 ] |